# SN 2001W
SN 2001W – supernowa typu II odkryta 26 lutego 2001 roku w galaktyce M+07-34-134. W momencie odkrycia miała maksymalną jasność 17,50m.